# Diecéze Armenia
Diecéze Armenia je římskokatolická diecéze nacházející se v Kolumbii.

## Území
Zahrnuje území měst Armenia, Buenavista, Calarcá, Circasia, Córdoba, Filandia, Génova, Montenegro, Pijao, Quimbaya a Salento departementu Quindío.
Biskupským sídlem je město Quindío, kde se nachází hlavní chrám, katedrála Neposkvrněného početí Panny Marie.

## Historie
Diecéze byla zřízena 17. prosince 1952 bulou Leguntur saepissime papeže Pia XII. z části území diecéze Manizales a apoštolského vikariátu Quibdó.
Původně byla sufragánou arcidiecéze Medellín, ale 10. května 1954 přešla do církevní provincie Manizales.

## Seznam biskupů
- José de Jesús Martinez Vargas (1952–1972)
- Libardo Ramírez Gómez (1972–1986)
- José Roberto López Londoño (1987–2003)
- Fabio Duque Jaramillo, O.F.M. (2003–2012)
- Pablo Emiro Salas Anteliz (2014–2017)
- Carlos Arturo Quintero Gómez (od 2018)